# 1102

## Родени
- 7 февруари – Мод, наследница на английския трон